# Jørgen Kisbye Møller
Jørgen Poul Kisbye Møller (* 21. Mai 1915 in Kopenhagen; † 31. Januar 1990) war ein dänischer Richter.

## Leben
Jørgen Kisbye Møller war der Sohn des Mediziners Poul Møller (1884–1965) und seiner Frau Esther Johansen (1888–1973). Er schloss 1933 das Østersøgades Gymnasium in Kopenhagen ab und begann anschließend ein Jurastudium, das er 1939 als cand.jur. beendete. Nach einem Jahr beim Justitsministeriet wurde er 1940 Polizeibevollmächtigter in Tønder. 1942 kehrte er in seine Heimatstadt zurück und wurde bei der Kopenhagener Polizei als Bevollmächtigter angestellt. Am 26. Juni 1944 heiratete er Bodil Jespersen (1919–?), Tochter des Agrarwissenschaftlers Johannes Jespersen (1881–1971) und seiner Frau Ellen Mazanti Andersen (1892–1968). Von 1944 bis 1945 war er an der dänischen Gesandtschaft in Stockholm angestellt. Von 1945 bis 1947 war er Sekretär und Assistent des Staatsanwalts für Sjælland und von 1947 bis 1948 war er Bürochef im Südschleswiger Ausschuss. 1949 wurde er kommissarisch als Stadtrichter in Kopenhagen und am Østre Landsret angestellt. 1950 wurde er zum ersten Landesrichter Grönlands an Grønlands Landsret ernannt. 1959 kehrte er nach Dänemark zurück und wurde Richter am Stadtgericht in Kolding. Von 1965 bis 1985 war er Zivilrichter in Gladsaxe.
Jørgen Kisbye Møller hatte zahlreiche Neben- und Ehrenämter inne. Von 1963 bis 1967 war er Mitglied des Regionalplanausschusses für das Trekantområdet und 1964 für den Flughafen Billund. Von 1965 bis 1985 war er Vorsitzender der Landwirtschaftskommissionen von Københavns Amt und von 1975 bis 1984 Vorsitzender der Vereinigung der Landwirtschaftskommissionsvorsitzenden. Er war Aufsichtsratsmitglied und Vorsitzender mehrerer Stiftungen und saß im Vorstand von Det Grønlandske Selskab. Er war zudem Mitglied und Vorsitzender mehrerer Vereine. Er war Herausgeber mehrerer Schriften und schrieb populärwissenschaftliche Artikel, unter anderem in der Tidsskriftet Grønland.
Am 19. Dezember 1956 wurde er Ritter des Dannebrogordens und am 15. September 1976 Ritter 1. Grades. Er starb 1990 im Alter von 74 Jahren.